# مايك كود
مايك كود (بالإنجليزية: Mike Codd)‏ هو موظف مدني أسترالي، ولد في 1939.